# MEGA
MEGA（メガ）とは Mega Limited が提供するオンラインストレージサービスである。

## 特徴
MEGAはファイルをアップロード前に暗号化し、ダウンロード後に復号するエンドツーエンド暗号化を採用しており、ユーザー本人以外はMega Limited自身を含めデータにアクセスする事は出来ず、安全であるとしている。
MEGAのサイトはJavaScript、HTML5を利用したシステムでMozilla Firefox用、Google Chrome用にそれぞれアドオンが公開されている。また、Android、iOS、Windows Mobile、Windows、MacOS等、用にそれぞれアプリ、ソフトウェアが公開されている。
MEGAという名称は、"MEGA Encrypted Global Access"の再帰的頭字語である。

## 歴史
2012年1月19日、キム・ドットコムらが著作権侵害の疑いで逮捕、起訴されたことに伴い、アメリカ司法省と連邦捜査局（FBI）によって、ドットコムらが運営していたオンラインストレージ「MEGAUPLOAD」が封鎖され、関連サイトなどと共にサービスを終了した。
2013年1月19日、同氏らはMEGAUPLOADとは異なる、新しい形のオンラインストレージMEGAを設立した。
2018年1月20日、サービス開始から5年が経過し、登録ユーザーが1億人を突破したと発表。

## 2要素認証
2018年10月4日のブログ記事で安全性向上のために2要素認証(2FA)を導入したと発表した。
ユーザーはMEGAの設定から6桁のコードを使用した2FAを設定できる。